# Khirbat al-Karmil

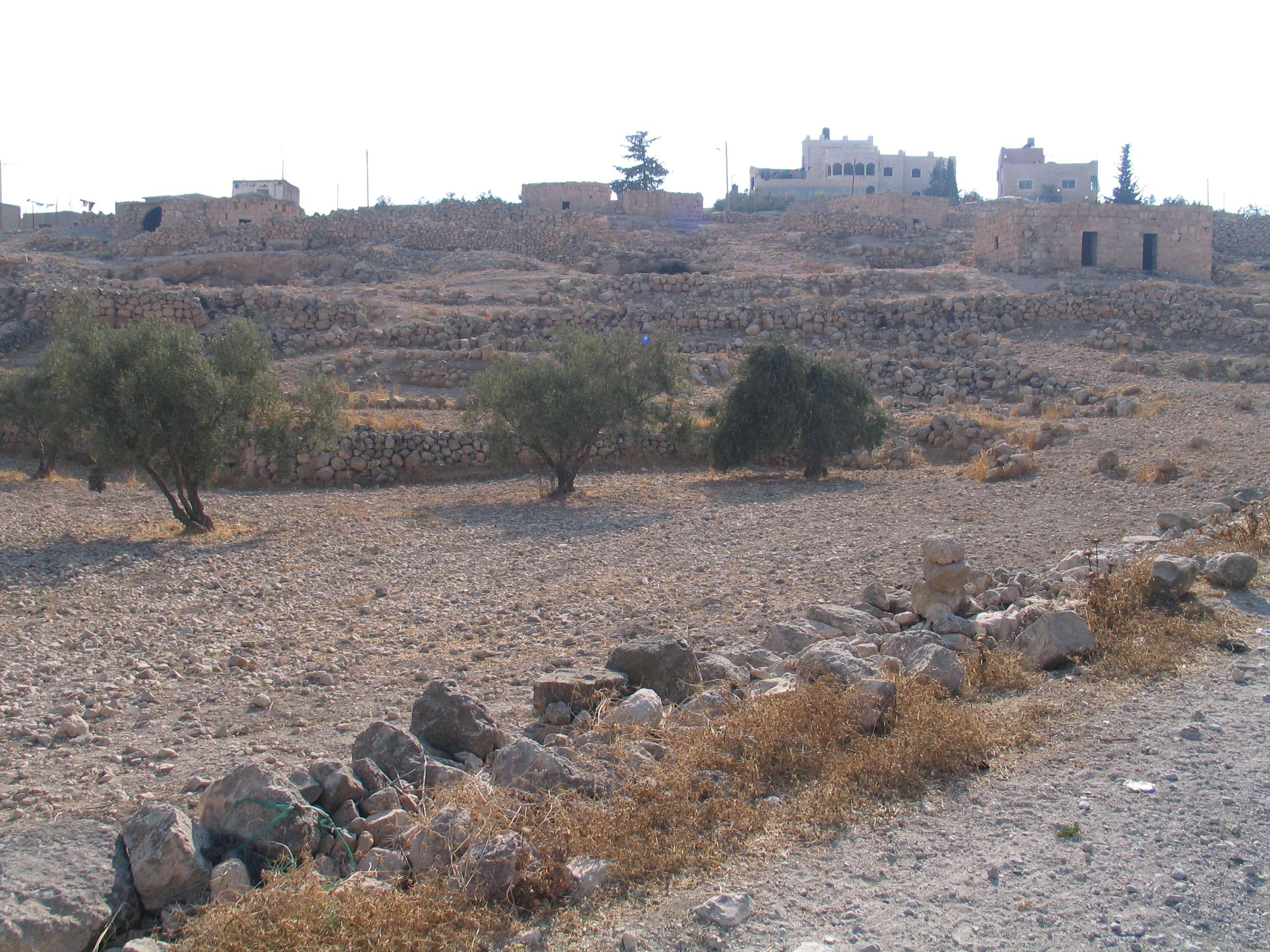
Khirbat al-Karmil, 2014

Khirbat al-Karmil (خربة الكرمل) ist ein Dorf im israelisch besetzten Westjordanland, das zum Gouvernement Hebron der Palästinensischen Autonomiebehörde gehört. Die Siedlungsgeschichte reicht mindestens bis in die Spätantike zurück und hat im Ortsbild ihre Spuren hinterlassen. 

## Name und Lage
Die im Tanach mehrfach vorkommende Ortsbezeichnung hebräisch כַּרְמֶל karmæl bezeichnete ursprünglich wohl das kultivierte, von Baumpflanzungen bestandene Land im Gegensatz zu Urwald, Steppe oder Wüste (vgl. Jer 2,7  und Jes 32,15 , wo karmæl jeweils mit „fruchtbares Land“ übersetzt wird).
In der Eisenzeit II scheint karmæl eine fruchtbare Landschaft bezeichnet zu haben, deren Hauptort Maon (Tell Maʿin) war. In Maon war nach 1 Sam 25,2-42  der reiche Herdenbesitzer Nabal ansässig, während sich David mit seiner Streifschar in der Judäischen Wüste nahe dem Toten Meer aufhielt. Zwischen beiden kam es zum Konflikt.
Als für ein neu an der Straße angelegtes römisches Kastell ein Name gesucht wurde, wählte man nach der etwas südlich davon gelegenen Landschaft den Namen altgriechisch Χερμελ Chermel.  Damit ist, ebenso wie mit dem lateinischen Äquivalent Carmel oder Chermula, eindeutig ein Ort gemeint. Dieser Ortsname lebt im arabischen Khirbat al-Karmil weiter. Khirbat al-Karmil, etwa 12 km südsüdöstlich von Hebron, liegt auf 832 Metern über dem Meeresspiegel und ist verkehrsgeographisch günstig gelegen. Hier gabelt sich die von Norden kommende Straße in drei Routen: über Be’er Scheva zum Mittelmeer, über Tel Arad in den mittleren Negev und über En Gedi zum Toten Meer. Der zweite Vorzug des Orts ist neben seiner günstigen Lage sein Wasserreichtum; er gab ihm den arabischen Zweitnamen, unter dem er ebenfalls bekannt ist: el-birke „der Teich“. „Eine Quelle und ein gut angelegtes Staubecken versorgten die Stadt stets reichlich mit Wasser, und obgleich selbst nicht strategisch fest auf drei niedrigen Hügeln gelegen, eignete sie sich doch als wirksamer Wall gegen die Beduineneinfälle.“

## Geschichte
Den Notitia dignitatum zufolge wurde Chermula als illyrischer Reiterposten angelegt. Eusebius von Caesarea kannte den Ort Chermel als römische Garnison.
Das Wasserreservoir, wohl aus römisch-byzantinischer Zeit, misst 35,5 m × 22,5 m und wird nach hinten von einer halbrunden, felsigen Böschung wie ein natürliches Amphitheater umschlossen. Die Quelle, die es speist, befindet sich etwa 30 m nördlich davon.
Aus dem 5. und 6. Jahrhundert stammen drei Ruinen frühchristlicher Basiliken:
- A: eine dreischiffige Basilika, „im Innern etwa 23,48 m lang, 12,20 m breit, die Apsis 4,57 m und die Pastophorien je 2,13 m breit.“[8] Neben mehreren Kapitellen sah Andreas Evaristus Mader 1913 auch den Türsturz mit drei Rosetten und einem von einem Kreis umschlossenen Kreuz.
- B: Die zweite Basilika befindet sich auf dem Osthügel der Siedlung und misst etwa 39,30 m × 20 m. Sie „zeigt noch vier gut gefügte Quaderlagen in der 4,50 m breiten und 3 m tiefen Apsis. Die drei Schiffe von je 19,60 m Länge und einer Gesamtbreite von 20 m waren durch Säulen von 0,55 m Durchmesser abgeteilt. Die Fassadenmauer ist 1,20 m dick. Im Atriumraum, der die ansehnliche Tiefe von 14,50 m aufweist, liegen Säulen umher, die auf ein Peristyl schließen lassen, nördlich daneben Mauertrakte eines Anbaues.“[8]
- C: Die dritte Basilika, etwas außerhalb gelegen, hielt Mader für eine Klosterkirche. „Die Apsis von 3,20 m Tiefe ist von Prothesis und Diakonikon flankiert; 2 × 5 Säulen mit 0,54 m Durchmesser und 2,50 m Zwischenraum durchzogen das Langhaus und teilten es in drei Schiffe von etwa 20 m ost-westlicher und 14,20 m nord-südlicher Ausdehnung. Drei Eingänge, von denen die drei äußeren 1,10 m breit sind, verbinden die Basilika mit dem westlich sich anschließenden Narthex, der 4 m tief ist und dem entweder ein großes Atrium oder, wie die quer einlaufenden Mauertrakte vermuten lassen, ein Kloster vorgelagert war.“[9]

Die Kreuzfahrerburg Carmel wurde 1173 erstmals erwähnt und 1187 zerstört. 1173 zog sich Amalrich I., König von Jerusalem, mit seinem Heer hierhin zurück, nachdem er gegen Saladin eine Niederlage erlitten hatte. In die Basilika A wurde in der Kreuzfahrerzeit ein massiver Turm mit einer Grundfläche von 19 × 14,5 m eingezogen, der im 19. Jahrhundert noch gut sieben Meter hoch erhalten war. Nördlich davon und außerhalb der Kirchenruine befand sich ein runder Turm mit einem Durchmesser von etwa 8,5 m.